# Kuching
Kuching – miasto w Malezji, na północnym wybrzeżu wyspy Borneo, nad Morzem Południowochińskim, stolica stanu Sarawak, licząca 765 430 mieszkańców w 2008 roku. Znajduje się tu Muzeum Kotów, które gromadzi pamiątki po kotach (w tym domowych).
W czasie II wojny światowej pod miastem znajdował się japoński obóz, w którym przetrzymywano alianckich jeńców wojennych i internowaną ludność cywilną.

## Miasta partnerskie
- Pontianak, Indonezja
- Dżudda, Arabia Saudyjska
- Seattle, Stany Zjednoczone